# Alice Brady
Alice Brady (2 de noviembre de 1892 - 28 de octubre de 1939) fue una actriz estadounidense ganadora de un Óscar que empezó su carrera en el cine mudo y sobrevivió a la transición al cine sonoro. Trabajó hasta seis meses antes de su fallecimiento en 1939 a causa de un cáncer. Quizás es más recordada por su papel de madre de Carole Lombard en My Man Godfrey (Al servicio de las damas), estrenada en 1936.

## Carrera
Brady nació en Nueva York, y su verdadero nombre era Mary Rose Brady. Desde su infancia quiso ser actriz.
Su padre, William A. Brady, era un importante productor teatral, y ella consiguió su primer trabajo en Broadway en 1911, a los 18 años de edad, en un espectáculo en el que participaba su padre. Ella siguió actuando en Broadway (a menudo en funciones producidas por su padre) a lo largo de los siguientes 22 años. En 1931 participó en el estreno de la obra de Eugene O'Neill Mourning Becomes Electra.
El padre de Brady entró a trabajar en la producción cinematográfica en 1913, con World Film Corporation, y ella pronto siguió sus pasos, debutando en el cine mudo con el film As Ye Sow en 1914. Actuó en 53 filmes a lo largo de los siguientes diez años, alternando estas actuaciones con el teatro, ya que la industria cinematográfica de la época estaba centrada en Nueva York.
En 1923 dejó el cine para concentrarse en el teatro, y no volvió a la gran pantalla hasta 1933, cuando se trasladó a Hollywood y rodó su primer título sonoro, When Ladies Meet, de la Metro-Goldwyn-Mayer. A partir de entonces y hasta su muerte siete años después, participó en otras 25 películas. Su último título fue Young Mr. Lincoln (1939).
Brady estuvo casada con el actor James Crane entre 1919 y 1922, año en que se divorciaron. Tuvieron un hijo, Donald.
Alice Brady falleció a causa de un cáncer en 1939, cinco días antes de cumplir los 47 años.

## Galardones
Por su interpretación de Mrs. Molly O'Leary en el film de 1937 In Old Chicago (Chicago), Brady ganó el Óscar a la mejor actriz de reparto. El año anterior había sido nominada para el mismo galardón por su trabajo en My Man Godfrey (Al servicio de las damas).  

## Filmografía seleccionada
Entre sus más de 80 filmes figuran:
| - As Ye Sow (1914) - Betsy Ross (1917) - When Ladies Meet (De mujer a mujer) (1933) - Beauty for Sale (Belleza a la venta) (1933) - The Gay Divorcee (La alegre divorciada) (1934) - Gold Diggers of 1935 (1935) - Let 'Em Have It (La destrucción del hampa) (1935) | - Three Smart Girls (Tres diablillos) (1936) - Go West, Young Man (1936) - My Man Godfrey (Al servicio de las damas/La porfiada Irene) (1936) - One Hundred Men and a Girl (Loca por la música) (1937) - In Old Chicago (Chicago, 1937) - Zenobia (1939) - Young Mr. Lincoln (El joven Lincoln) (1939) |

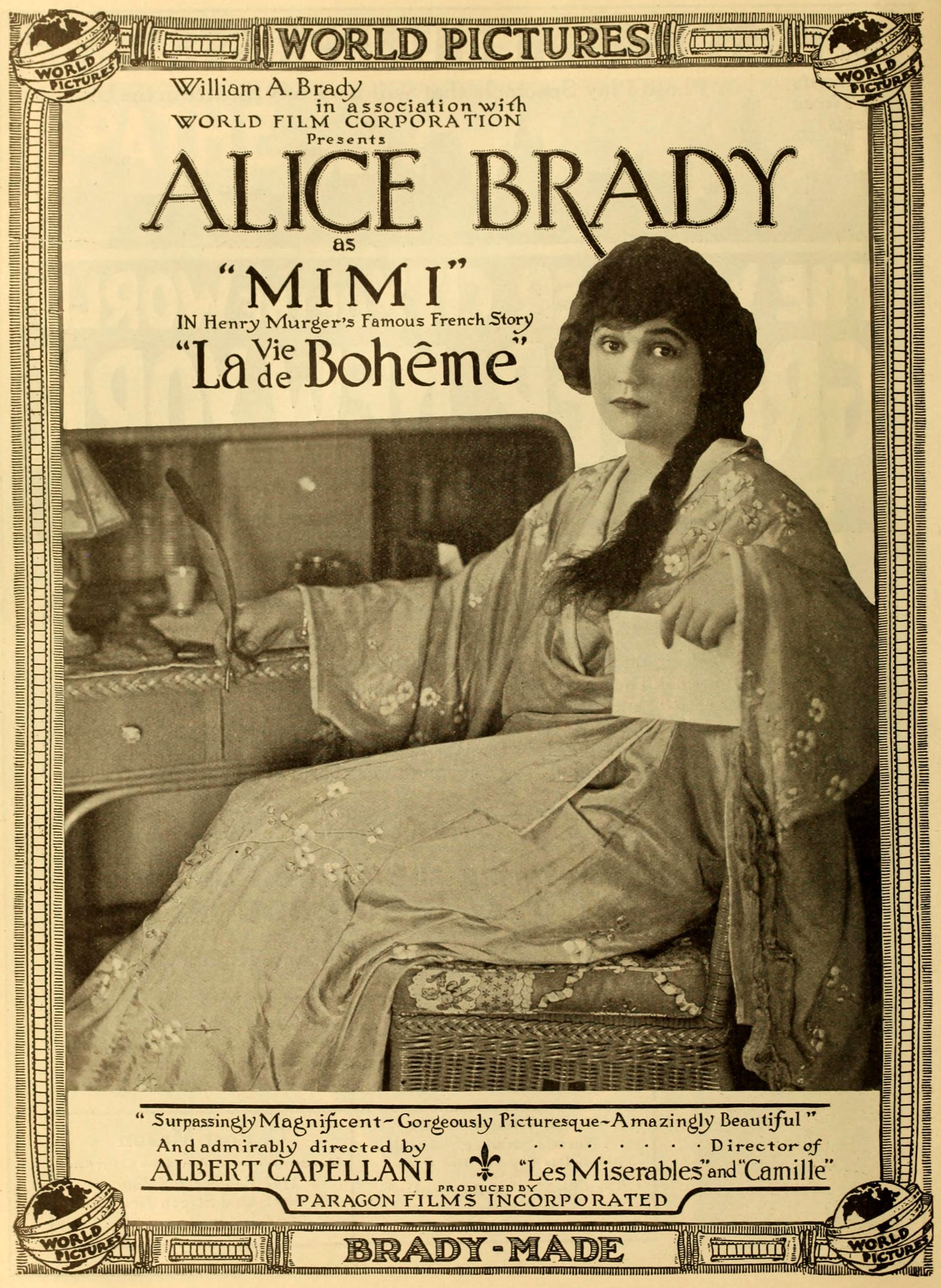
La Vie de Bohême, 1916
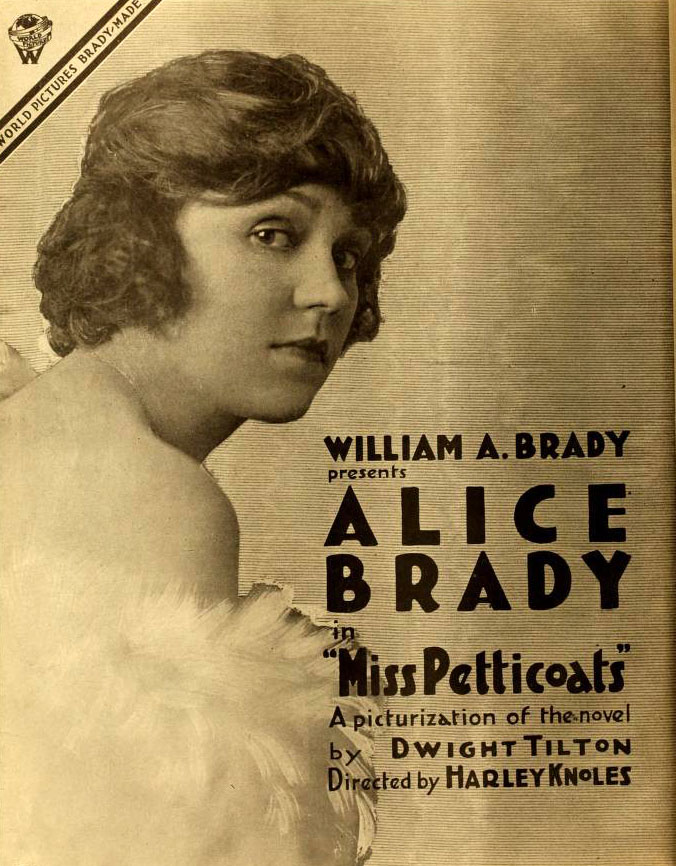
Miss Petticoats, 1916
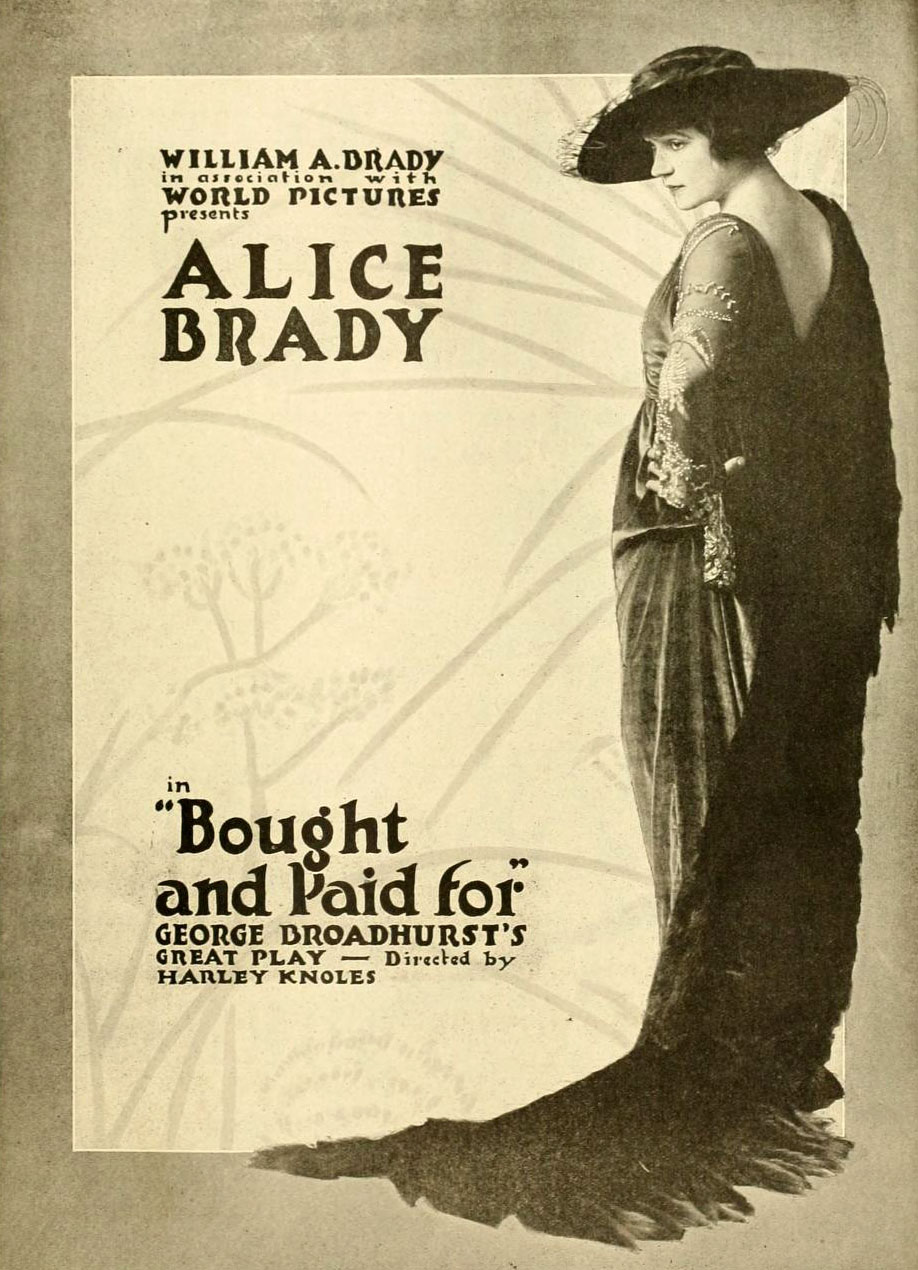
Bought and Paid For, 1916
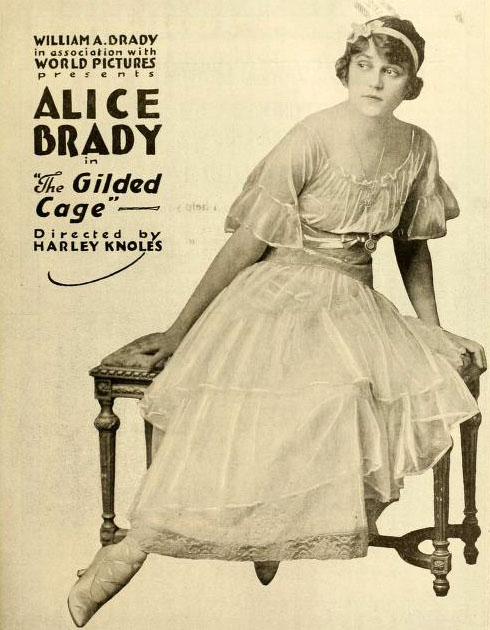
The Gilded Cage, 1916
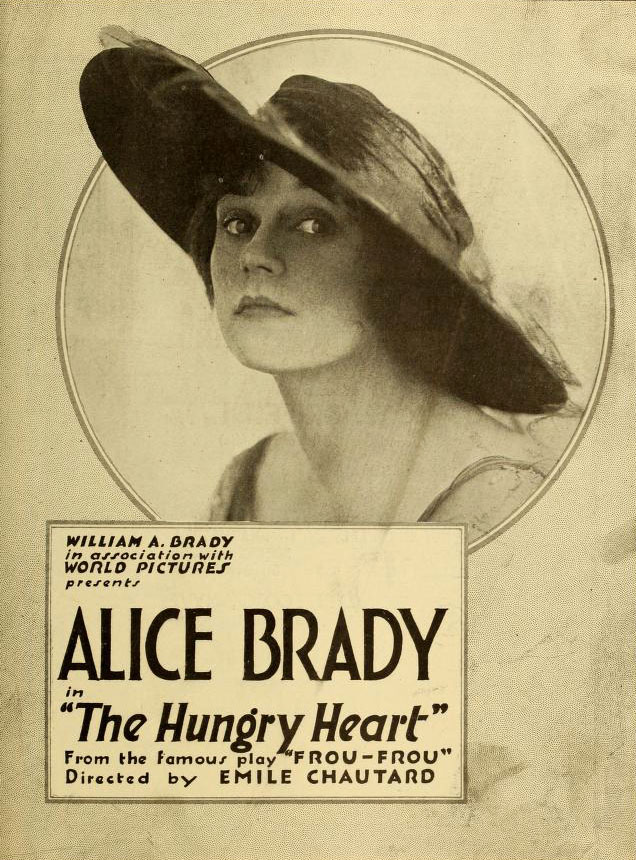
The Hungry Heart, 1917
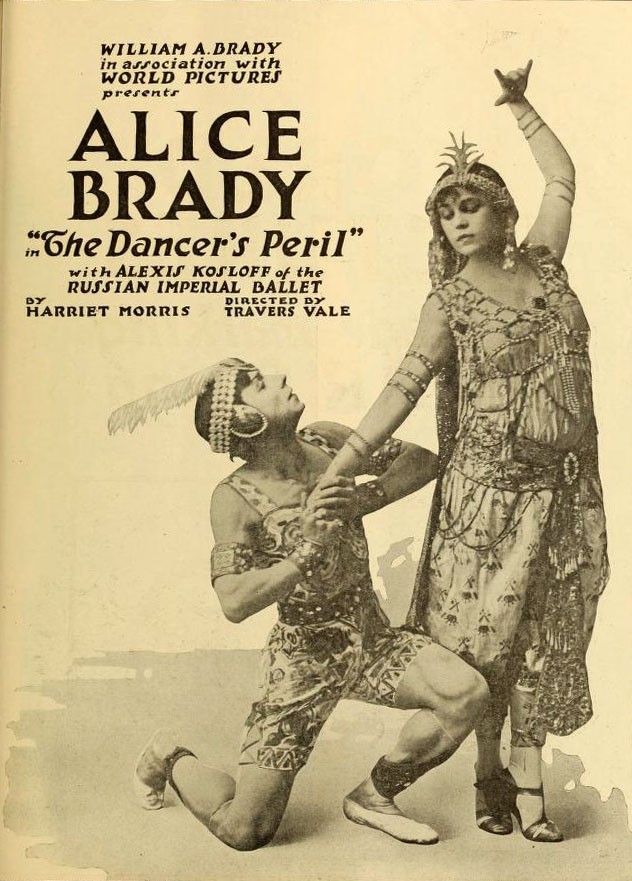
The Dancer's Peril, 1917
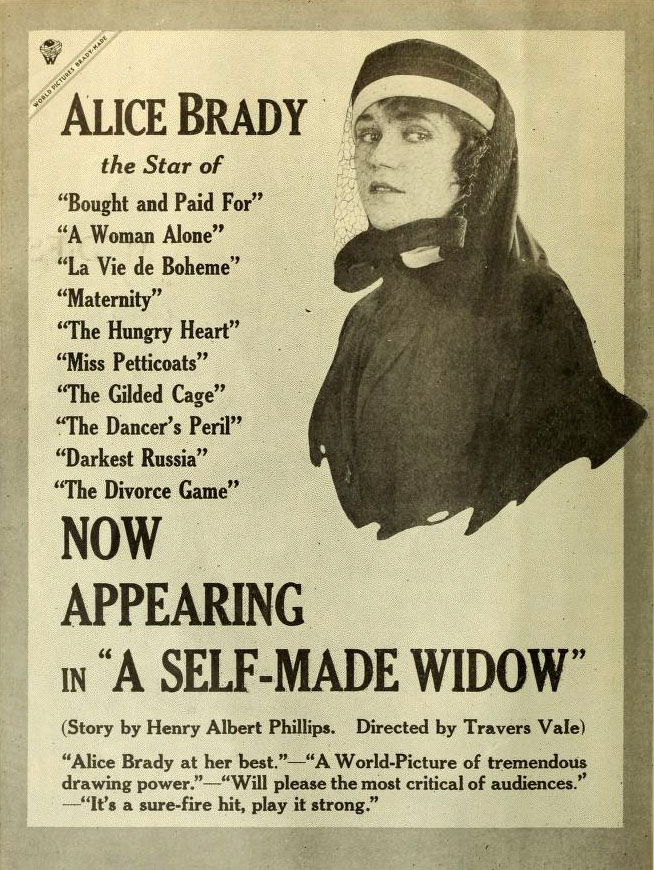
A Self-Made Widow, 1917
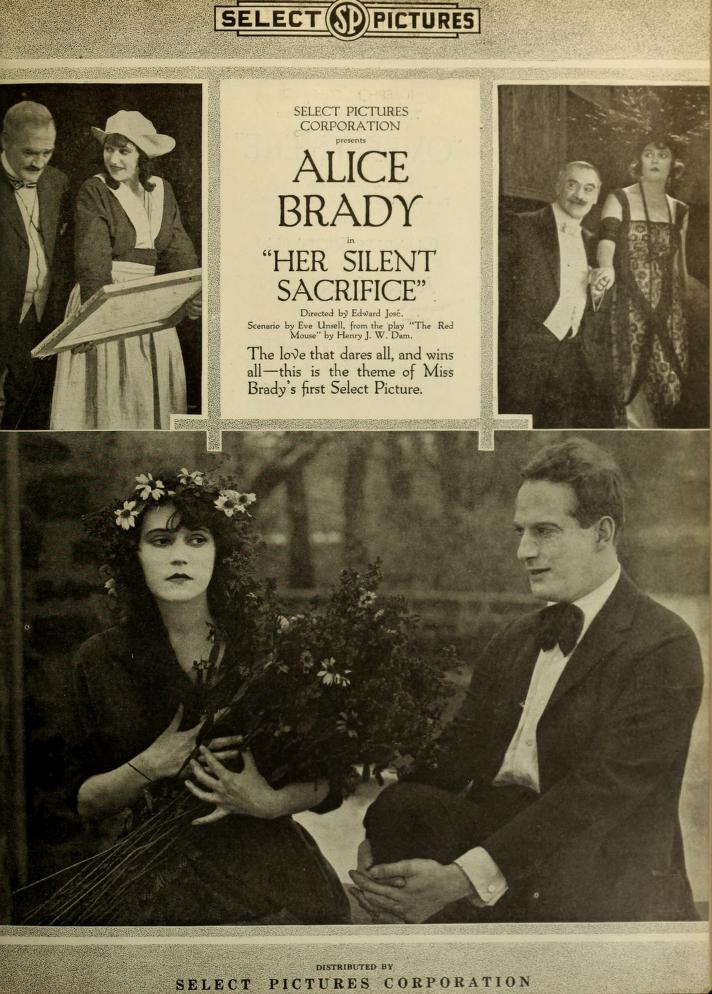
Her Silent Sacrifice, 1917
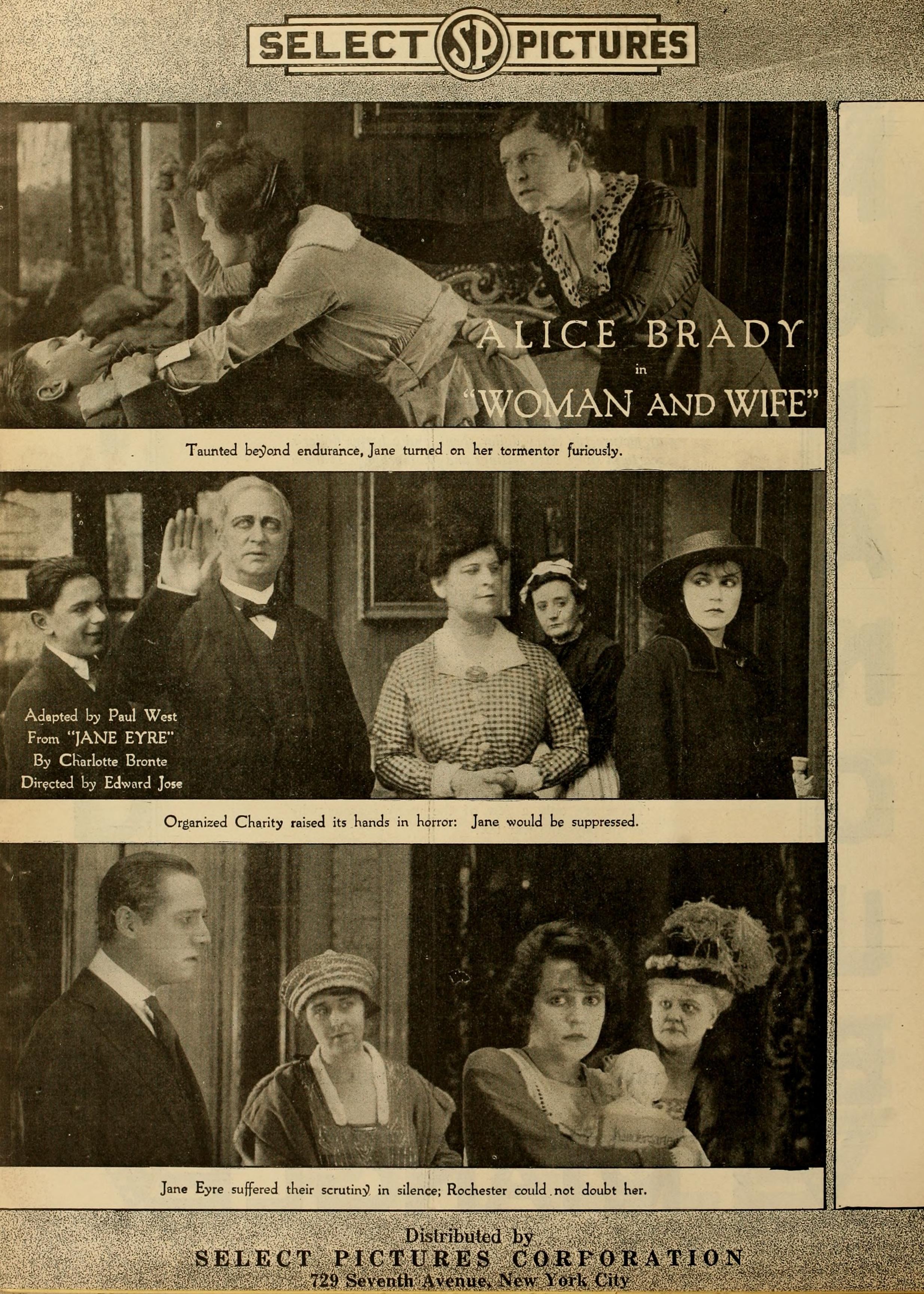
Woman and Wife, 1918
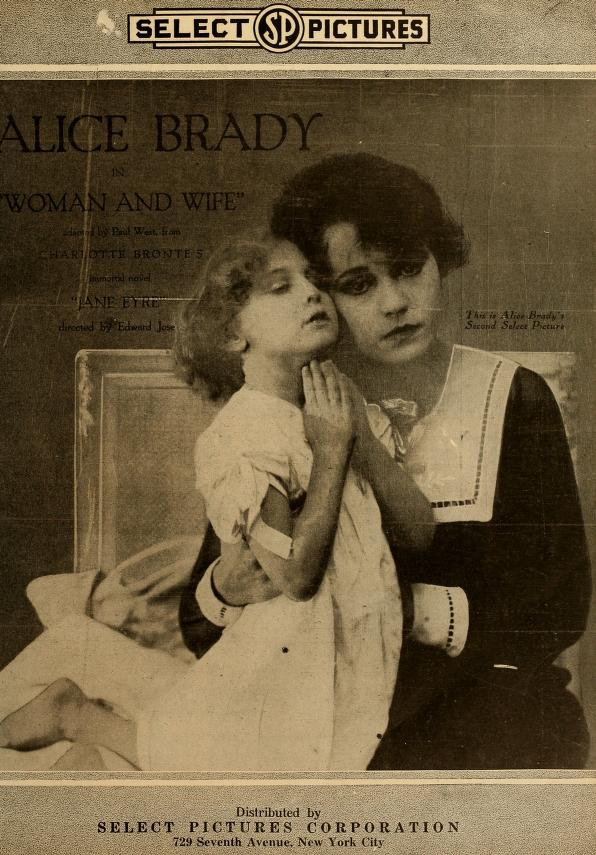
Woman and Wife, 1918
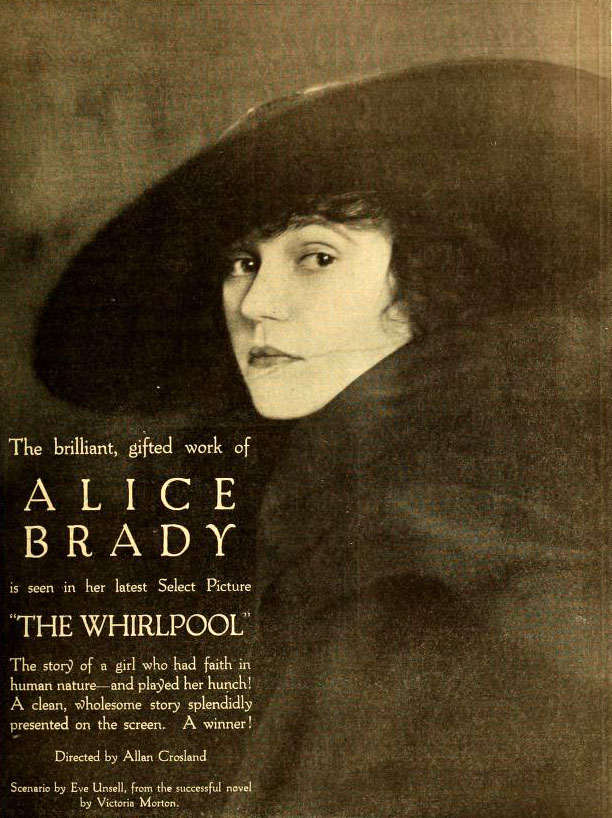
The Whirlpool, 1919
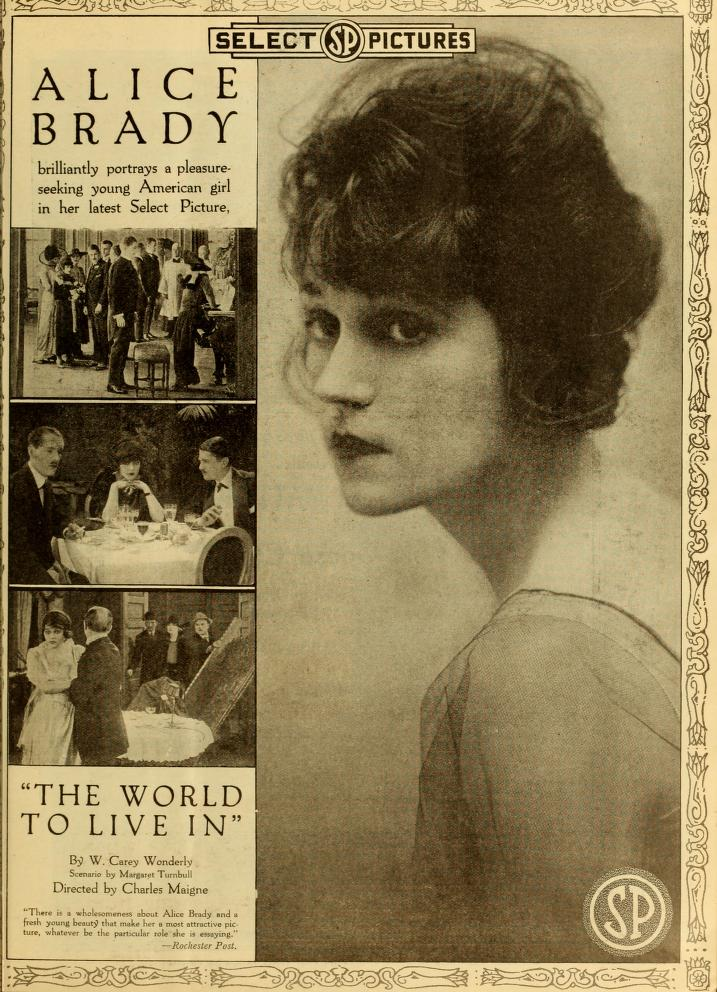
The World To Live In, 1919
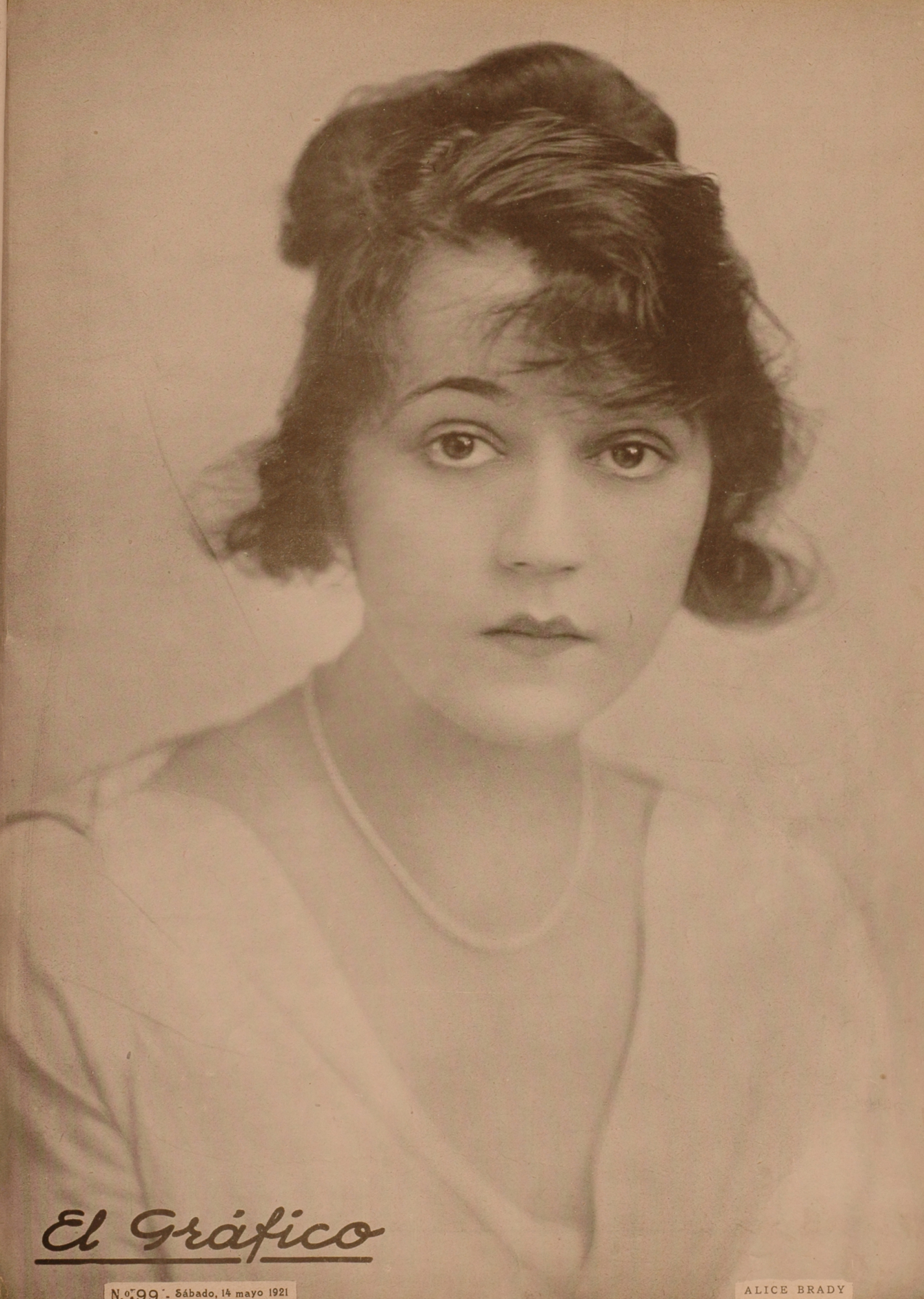
En la portada de El Gráfico, 1921

## Premios y distinciones
Premios Óscar
| Año  | Categoría               | Película                 | Resultado |
| ---- | ----------------------- | ------------------------ | --------- |
| 1937 | Mejor Actriz de Reparto | Al servicio de las damas | Nominada  |
| 1938 | Mejor Actriz de Reparto | En el viejo Chicago      | Ganadora  |